# Ponte de Lima
Ponte de Lima (tradicionalmente en español, Puente de Limia) es una villa portuguesa del distrito de Viana do Castelo, región Norte y comunidad intermunicipal de Alto Miño, de aproximadamente 42800 habitantes. Se caracteriza por su arquitectura rústica y por su amplio valle bañado por el Río Limia.

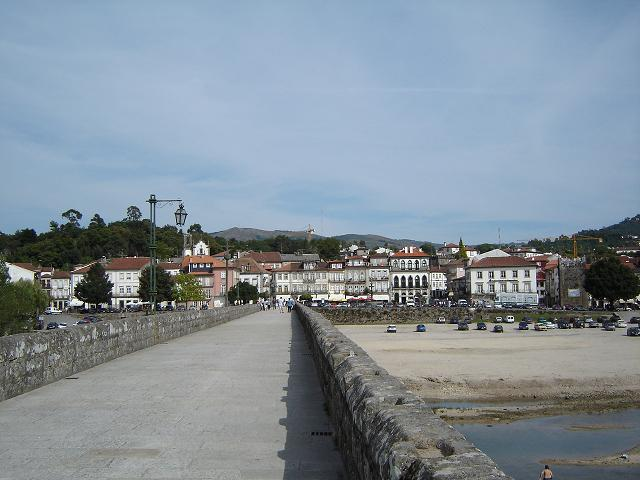
Ponte de Lima.

Ponte de Lima

Es sede de un municipio de 321,20 km² y 41 169 habitantes (2021), subdividido en treinta y nueve freguesias (parroquias). El municipio limita al norte con Paredes de Coura, al este con Arcos de Valdevez y Ponte da Barca, al sureste con Vila Verde, al sur con Barcelos, al oeste con Viana do Castelo y Caminha, y al noroeste con Vila Nova de Cerveira.
Recibió un fuero de Teresa de León en 1125, por lo que es considerada la villa más antigua de Portugal.

## Clima
| Parámetros climáticos promedio de Ponte de Lima (normales 1980-1990, precipitación 1981-2021) | Parámetros climáticos promedio de Ponte de Lima (normales 1980-1990, precipitación 1981-2021) | Parámetros climáticos promedio de Ponte de Lima (normales 1980-1990, precipitación 1981-2021) | Parámetros climáticos promedio de Ponte de Lima (normales 1980-1990, precipitación 1981-2021) | Parámetros climáticos promedio de Ponte de Lima (normales 1980-1990, precipitación 1981-2021) | Parámetros climáticos promedio de Ponte de Lima (normales 1980-1990, precipitación 1981-2021) | Parámetros climáticos promedio de Ponte de Lima (normales 1980-1990, precipitación 1981-2021) | Parámetros climáticos promedio de Ponte de Lima (normales 1980-1990, precipitación 1981-2021) | Parámetros climáticos promedio de Ponte de Lima (normales 1980-1990, precipitación 1981-2021) | Parámetros climáticos promedio de Ponte de Lima (normales 1980-1990, precipitación 1981-2021) | Parámetros climáticos promedio de Ponte de Lima (normales 1980-1990, precipitación 1981-2021) | Parámetros climáticos promedio de Ponte de Lima (normales 1980-1990, precipitación 1981-2021) | Parámetros climáticos promedio de Ponte de Lima (normales 1980-1990, precipitación 1981-2021) | Parámetros climáticos promedio de Ponte de Lima (normales 1980-1990, precipitación 1981-2021) |
| Mes                                                                                           | Ene.                                                                                          | Feb.                                                                                          | Mar.                                                                                          | Abr.                                                                                          | May.                                                                                          | Jun.                                                                                          | Jul.                                                                                          | Ago.                                                                                          | Sep.                                                                                          | Oct.                                                                                          | Nov.                                                                                          | Dic.                                                                                          | Anual                                                                                         |
| --------------------------------------------------------------------------------------------- | --------------------------------------------------------------------------------------------- | --------------------------------------------------------------------------------------------- | --------------------------------------------------------------------------------------------- | --------------------------------------------------------------------------------------------- | --------------------------------------------------------------------------------------------- | --------------------------------------------------------------------------------------------- | --------------------------------------------------------------------------------------------- | --------------------------------------------------------------------------------------------- | --------------------------------------------------------------------------------------------- | --------------------------------------------------------------------------------------------- | --------------------------------------------------------------------------------------------- | --------------------------------------------------------------------------------------------- | --------------------------------------------------------------------------------------------- |
| Temp. máx. media (°C)                                                                         | 14.4                                                                                          | 15.3                                                                                          | 17.7                                                                                          | 18.5                                                                                          | 21.1                                                                                          | 25.0                                                                                          | 28.0                                                                                          | 28.5                                                                                          | 27.5                                                                                          | 22.1                                                                                          | 17.7                                                                                          | 15.2                                                                                          | 20.9                                                                                          |
| Temp. media (°C)                                                                              | 9.2                                                                                           | 10.3                                                                                          | 12.1                                                                                          | 13.3                                                                                          | 15.5                                                                                          | 19.2                                                                                          | 21.4                                                                                          | 21.5                                                                                          | 20.6                                                                                          | 16.4                                                                                          | 12.7                                                                                          | 10.3                                                                                          | 15.2                                                                                          |
| Temp. mín. media (°C)                                                                         | 4.0                                                                                           | 5.4                                                                                           | 6.5                                                                                           | 8.1                                                                                           | 10.0                                                                                          | 13.5                                                                                          | 14.9                                                                                          | 14.5                                                                                          | 13.7                                                                                          | 10.6                                                                                          | 7.7                                                                                           | 5.5                                                                                           | 9.5                                                                                           |
| Precipitación total (mm)                                                                      | 170.4                                                                                         | 134.5                                                                                         | 119.3                                                                                         | 122.1                                                                                         | 95.0                                                                                          | 45.7                                                                                          | 24.2                                                                                          | 35.7                                                                                          | 74.9                                                                                          | 156.6                                                                                         | 175.6                                                                                         | 208.9                                                                                         | 1362.9                                                                                        |
| Fuente: Portuguese Environment Agency                                                         |                                                                                               |                                                                                               |                                                                                               |                                                                                               |                                                                                               |                                                                                               |                                                                                               |                                                                                               |                                                                                               |                                                                                               |                                                                                               |                                                                                               |                                                                                               |

## Demografía
| Gráfica de evolución demográfica de Ponte de Lima entre 1864 y 2021 |
|                                                                     |
| Datos según el nomenclátor publicado por el INE portugués.          |

## Freguesias
Las freguesias de Ponte de Lima son las siguientes:
- Anais
- Arca e Ponte de Lima
- Arcozelo
- Ardegão, Freixo e Mato
- Bárrio e Cepões
- Beiral do Lima
- Bertiandos
- Boalhosa
- Brandara
- Cabaços e Fojo Lobal
- Cabração e Moreira do Lima
- Calheiros
- Calvelo
- Correlhã
- Estorãos
- Facha
- Feitosa
- Fontão
- Fornelos e Queijada
- Friastelas
- Gandra
- Gemieira
- Gondufe
- Labruja
- Labrujó, Rendufe e Vilar do Monte
- Navió e Vitorino dos Piães
- Poiares
- Refóios do Lima
- Ribeira
- Sá
- Santa Comba
- Santa Cruz do Lima
- Santa Maria de Rebordões
- São Pedro d'Arcos
- Seara
- Serdedelo
- Souto de Rebordões
- Vale do Neiva
- Vitorino das Donas